# Arcos (empresa)
Arcos es una empresa española del sector de la cuchillería que opera internacionalmente. Con sede en la ciudad de Albacete, tiene presencia en más de 94 países.

## Historia
Es una de las empresas más antiguas de España. Nació en 1734 como un pequeño taller artesano que en 1875 pasó a ser industria cuchillera.
En el Museo Arqueológico Nacional de España se exponen piezas fabricadas por Juan de Arcos, fundador de la empresa, de mediados del siglo XVIII.

## Características

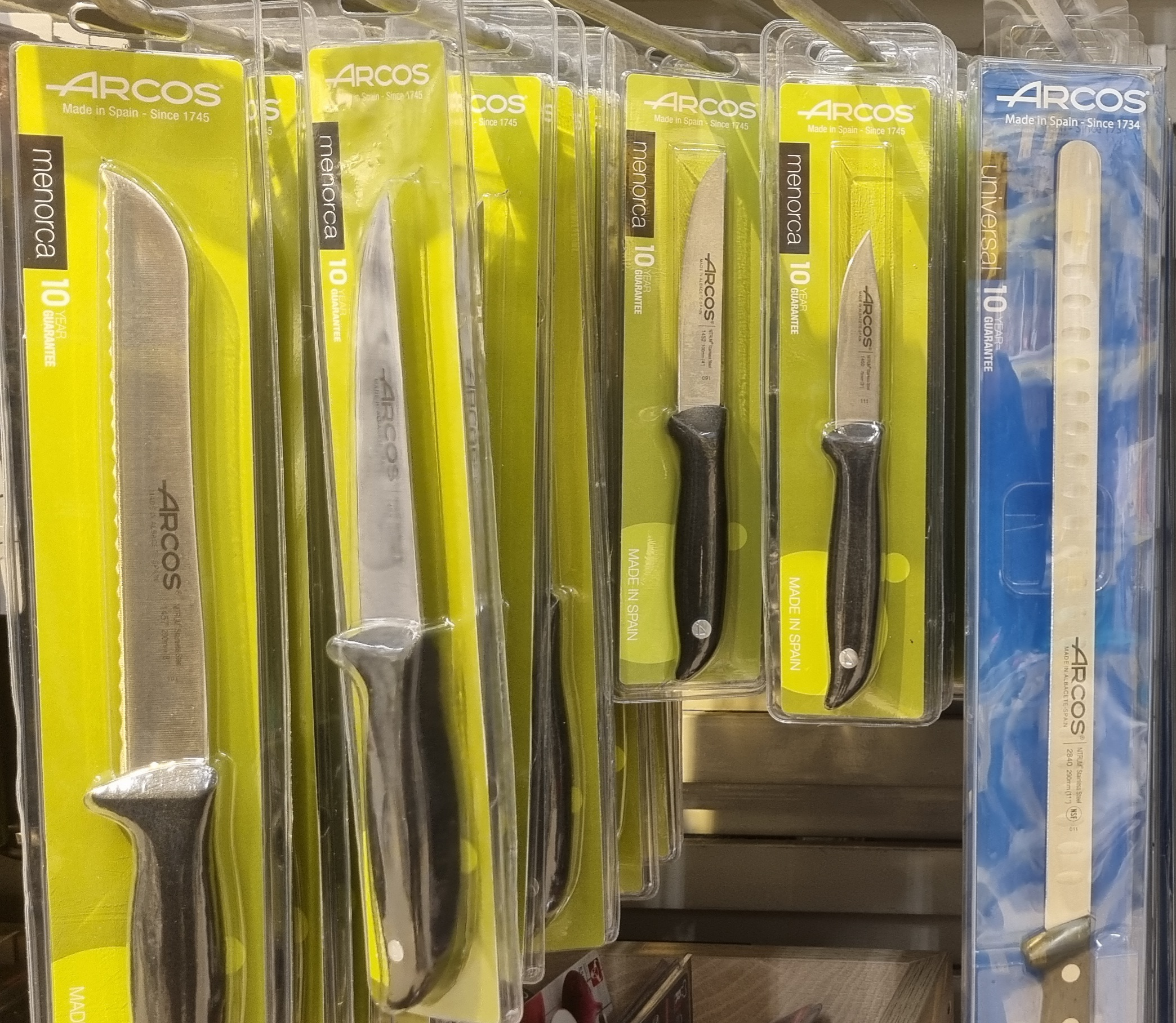
Cuchillos Arcos en la estantería de un establecimiento

Arcos es la primera empresa cuchillera de España y una de las más importantes del mundo. Es asimismo una de las empresas cuchilleras más antiguas del mundo.
Tiene 500 empleados y exporta su producción a cerca de 100 países del mundo. Fabrica más de 1000 modelos distintos de cuchillos y más de 70 000 piezas diarias en una superficie de más de 30 000 metros cuadrados, lo que supone 14 millones de cuchillos al año.
Entre los productos que fabrica se encuentran cuchillos profesionales, cuchillos de cocina, cuchillos de mesa, juegos de cocina, cuberterías, útiles profesionales, útiles de cocina, tijeras y complementos.
Su sede, situada en Campollano, ha sido visitada por numerosas personalidades como el príncipe Juan Carlos de Borbón a principios de los años 1960, la actual reina de España, Letizia Ortiz, la expresidenta de Castilla-La Mancha, María Dolores Cospedal o el exfutbolista del Fútbol Club Barcelona y de la selección española de fútbol, Andrés Iniesta, del que es patrocinador oficial. El 51 % de la empresa pertenece a la familia fundadora Arcos.
Arcos es patrocinador de entidades como Masterchef, la Asociación de Cocineros Euro-Toques o del Basque Culinary Center.